# Mistrzostwa Europy w Wioślarstwie 2007 – czwórka bez sternika mężczyzn
Czwórka bez sternika mężczyzn (M4-) – konkurencja rozgrywana podczas Mistrzostw Europy w Wioślarstwie 2007 w Poznaniu między 21 a 23 września.

## Terminarz
| Data             |            |
| ---------------- | ---------- |
| 21 września 2007 | Eliminacje |
| 22 września 2007 | Repasaże   |
| 23 września 2007 | Finał B    |
| 23 września 2007 | Finał A    |

## Wyniki

### Eliminacje
Najlepsza osada z każdego biegu awansowała bezpośrednio do finału. Pozostałe czwórki automatycznie zostały zakwalifikowane do repasaży.

#### Bieg 1
| Pozycja | Zawodnik                                                             | Kraj       | Czas    | Uwagi |
| ------- | -------------------------------------------------------------------- | ---------- | ------- | ----- |
| 1.      | Tomaž Pirih Rok Rozman Rok Kolander Miha Pirih                       | Słowenia   | 6:09,87 | Q     |
| 2.      | Janis Tsilis Jorgos Dzialas Jeorjos Tsiombanidis Pawlos Gawriilidis  | Grecja     | 6:18,76 |       |
| 3.      | Nenad Ninković Čedomir Nikitović Goran Todorović Jovan Popović       | Serbia     | 6:21,85 |       |
| 4.      | Roberto Rodrigues Paulo Quesado Julio Seixo Bruno Amorim             | Portugalia | 6:22,67 |       |
| 5.      | Mykoła Mychalczuk Kostiantyn Pronenko Bohdan Perepeczaj Andrij Kozyr | Ukraina    | 6:23,07 |       |
| 6.      | Juraj Gajdošík Richard Korec Pavol Kuhajda Pavel Lackovič            | Słowacja   | 6:46,16 |       |

#### Bieg 2
| Pozycja | Zawodnik                                                          | Kraj    | Czas    | Uwagi |
| ------- | ----------------------------------------------------------------- | ------- | ------- | ----- |
| 1.      | Michal Horváth Jan Gruber Milan Bruncvík Karel Neffe              | Czechy  | 6:11,51 | Q     |
| 2.      | Fokke Beckmann Richard Schmidt Sebastian Schmidt Kristof Wilke    | Niemcy  | 6:12,94 |       |
| 3.      | Łukasz Kardas Dominik Kubiak Patryk Brzeziński Dawid Pacześ       | Polska  | 6:18,27 |       |
| 4.      | Ulrik Romme Asbjørn Levring Anders Hansen Christian Mølvig        | Dania   | 6:20,46 |       |
| 5.      | Oleg Semionov Vygantas Viršilas Valdas Varasinskas Saulius Ritter | Litwa   | 6:30,74 |       |
| 6.      | Florin Lauric Cristian Sirbu Ioan Mihaila Valentin Piticariu      | Rumunia | 6:39,52 |       |

### Repasaże
Do finału awansowały dwie najlepsze czwórki z każdego repasażu. Pozostała osady wzięły udział w finale B.

#### Repasaż 1
| Pozycja | Zawodnik                                                            | Kraj       | Czas    | Uwagi |
| ------- | ------------------------------------------------------------------- | ---------- | ------- | ----- |
| 1.      | Janis Tsilis Jorgos Dzialas Jeorjos Tsiombanidis Pawlos Gawriilidis | Grecja     | 6:10,15 | Q     |
| 2.      | Łukasz Kardas Dominik Kubiak Patryk Brzeziński Dawid Pacześ         | Polska     | 6:11,69 | Q     |
| 3.      | Roberto Rodrigues Paulo Quesado Julio Seixo Bruno Amorim            | Portugalia | 6:13,10 |       |
| 4.      | Oleg Semionov Vygantas Viršilas Valdas Varasinskas Saulius Ritter   | Litwa      | 6:31,65 |       |
| 5.      | Juraj Gajdošík Richard Korec Pavol Kuhajda Pavel Lackovič           | Słowacja   | 7:50,65 |       |

#### Repasaż 2
| Pozycja | Zawodnik                                                             | Kraj    | Czas    | Uwagi |
| ------- | -------------------------------------------------------------------- | ------- | ------- | ----- |
| 1.      | Fokke Beckmann Richard Schmidt Sebastian Schmidt Kristof Wilke       | Niemcy  | 6:09,88 | Q     |
| 2.      | Nenad Ninković Čedomir Nikitović Goran Todorović Jovan Popović       | Serbia  | 6:13,08 | Q     |
| 3.      | Ulrik Romme Asbjørn Levring Anders Hansen Christian Mølvig           | Dania   | 6:14,18 |       |
| 4.      | Mykoła Mychalczuk Kostiantyn Pronenko Bohdan Perepeczaj Andrij Kozyr | Ukraina | 6:23,52 |       |
| 5.      | Florin Lauric Cristian Sirbu Ioan Mihaila Valentin Piticariu         | Rumunia | 6:32,45 |       |

### Finały

#### Finał B
| Pozycja | Zawodnik                                                             | Kraj       | Czas    |
| ------- | -------------------------------------------------------------------- | ---------- | ------- |
| 1.      | Ulrik Romme Asbjørn Levring Anders Hansen Christian Mølvig           | Dania      | 6:18,00 |
| 2.      | Mykoła Mychalczuk Kostiantyn Pronenko Bohdan Perepeczaj Andrij Kozyr | Ukraina    | 6:22,68 |
| 3.      | Roberto Rodrigues Paulo Quesado Julio Seixo Bruno Amorim             | Portugalia | 6:23,27 |
| 4.      | Oleg Semionov Vygantas Viršilas Valdas Varasinskas Saulius Ritter    | Litwa      | 6:25,87 |
| 5.      | Florin Lauric Cristian Sirbu Ioan Mihaila Valentin Piticariu         | Rumunia    | 6:34,98 |
| 6.      | Juraj Gajdošík Richard Korec Pavol Kuhajda Pavel Lackovič            | Słowacja   | 6:38,71 |

#### Finał A
| Pozycja | Zawodnik                                                            | Kraj     | Czas    | Uwagi  |
| ------- | ------------------------------------------------------------------- | -------- | ------- | ------ |
| 1.      | Michal Horváth Jan Gruber Milan Bruncvík Karel Neffe                | Czechy   | 6:10,38 | złoto  |
| 2.      | Fokke Beckmann Richard Schmidt Sebastian Schmidt Kristof Wilke      | Niemcy   | 6:12,48 | srebro |
| 3.      | Janis Tsilis Jorgos Dzialas Jeorjos Tsiombanidis Pawlos Gawriilidis | Grecja   | 6:13,50 | brąz   |
| 4.      | Łukasz Kardas Dominik Kubiak Patryk Brzeziński Dawid Pacześ         | Polska   | 6:21,01 |        |
| 5.      | Nenad Ninković Čedomir Nikitović Goran Todorović Jovan Popović      | Serbia   | 6:23,56 |        |
| 6.      | Tomaž Pirih Rok Rozman Rok Kolander Miha Pirih                      | Słowenia | 9:05,51 |        |